# Tembo (langue)
Pour les articles homonymes, voir Tembo.
Le tembo, aussi appelé kitembo ou chitembo (chitembo en tembo), est une langue bantoue parlée en République démocratique du Congo par la population tembo.

## Écriture
| a  | aa | b  | ch | e  | ee | f  | h | i | ii | k  | l | m | mb | mv | n |
| nd | ng | nj | ny | nz | o  | oo | p | r | s  | sh | t | u | uu | w  | y |